# Сурньяк
Сурнья́к (фр. и окс. Sourniac) — коммуна во Франции, находится в регионе Овернь. Департамент — Канталь. Входит в состав кантона Морьяк. Округ коммуны — Морьяк.
Код INSEE коммуны — 15230.
Коммуна расположена приблизительно в 400 км к югу от Парижа, в 85 км юго-западнее Клермон-Феррана, в 40 км к северу от Орийака.

## Население
Население коммуны на 2008 год составляло 188 человек.
| 1962 | 1968 | 1975 | 1982 | 1990 | 1999 | 2008 |
| ---- | ---- | ---- | ---- | ---- | ---- | ---- |
| 153  | 166  | 126  | 162  | 182  | 178  | 188  |

## Экономика
В 2007 году среди 125 человек в трудоспособном возрасте (15—64 лет) 99 были экономически активными, 26 — неактивными (показатель активности — 79,2 %, в 1999 году было 63,4 %). Из 99 активных работали 96 человек (50 мужчин и 46 женщин), безработных было 3 (2 мужчин и 1 женщина). Среди 26 неактивных 7 человек были учениками или студентами, 11 — пенсионерами, 8 были неактивными по другим причинам.

## Достопримечательности
- Церковь XI века. Памятник истории с 1983 года[3]
- Замок XVII века. Памятник истории с 1983 года[4]

## Фотогалерея

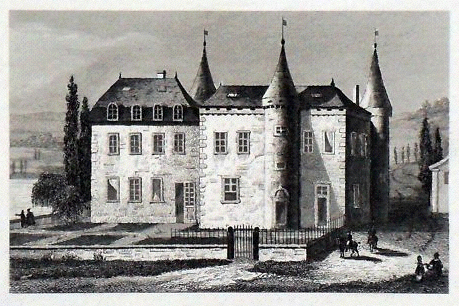
Замок
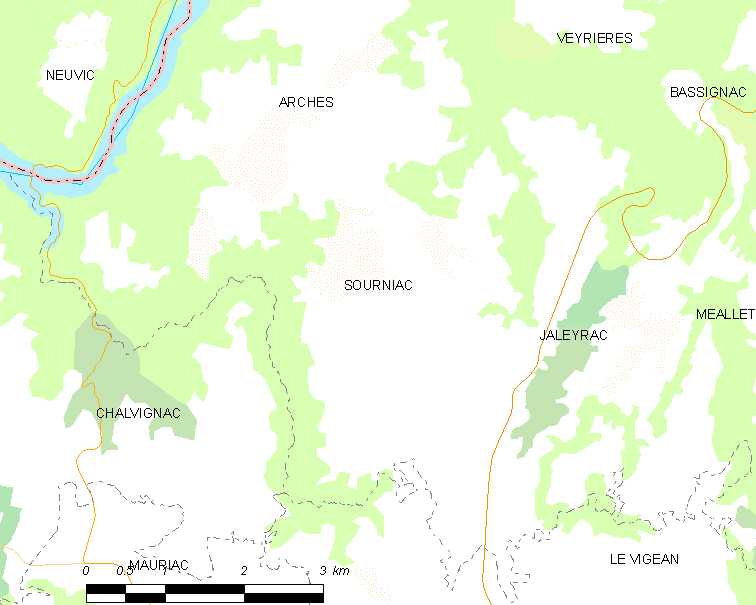
Карта коммуны